# Konstantin Chabienski
Konstantin Chabienski (ros. Константин Юрьевич Хабенский, ur. 11 stycznia 1972 w Leningradzie) – rosyjski aktor i reżyser.

## Życiorys
Konstantin Chabieński urodził się 11 stycznia 1972 roku w Leningradzie. W 1981 roku razem z rodziną przeniósł się do Niżniewartowska, gdzie spędził 4 lata. W 1985 roku rodzina wróciła do Leningradu. Po ukończeniu szkoły podstawowej rozpoczął naukę w technikum (mechanika i budowa samolotów), ale po 3 latach zabrał dokumenty uświadowmiwszy sobie, że specjalność techniczna nie jest dla niego. Pracował jako froter, dozorca, uliczny muzyk, monter w teatrze- studio Subbota.
W 1990 roku Chabieński wstąpił do Leningradzkiej Państwowej Szkoły Teatru, Muzyki i Kinematografii (Lieningradskij gosudarstwiennyj institut tieatra, muzyki i kinematografii; LGITMiK). W trakcie studiów zagrał wiele poważnych ról: Łomowa w wodewilu "Szutki" A.P. Czechowa, kilka ról w przedstawieniu "Wriemja Wysockogo", linoskoczka Matto w "Dorogie" F. Felliniego, Cziebutkina w "Trzech siostrach". Jego praca dyplomowa to Estragon (Gogo) w przedstawieniiu J. Butusowa "Czekając na Godota". W 1994 zagrał pierwszą niewielką rolę kinową ("Na kogo Bog poszliot").
W 1995 roku, po ukończeniu LGITMiK, Konstantin został przyjęty do Teatru Eksperymentalnego "Pierekriostok", gdzie pracował rok. W tym samym czasie pracował w regionalnej telewizji jako kierownik działu programów muzycznych i informacyjnych.
W 1996 roku Chabieński przeszedł do moskiewskiego teatru Satrikon im. A.I. Rajkina. Tutaj młody aktor grał głównie role drugoplanowe. Wśród jego ról m.in. – spektakle "Opera za trzy grosze" i "Cyrano de Bergerac". W owym czasie powrócił do grania ról kinowych – w 1998 roku pojawił się od razu w aż trzech obrazach: w rosyjsko-węgierskiej kryminalno-fantasmagorycznym melodramacie Tomasza Tota "Natasza", w melodramacie Dmitrija Mieschijewa "Żenskaja cobstwiennost" i w dramacie społecznym A.J. Hermana "Chrustaliow, maszynu!" Dzięki tym rolom zwrócono uwagę na Chabieńskiego i wkrótce potem otrzymał niewielką rolę w thrillerze Nikołaja Liebiediewa "Pokłonnik". Kolejną znaczącą filmową rolą stała się główna rola w dramacie Władimira Fokina "Dom dla bogatych". Za rolę w obrazie Dmitrija Mieschijewa Chabieński otrzymał nominację do nagrody "Najlepsza rola męska" na Gatczińskim Festiwalu "Literatura i Kino".
Początkową popularność przyniósł Chabieńskiemu serial "Ubojnaja siła"; widzowie zapamiętali go jako Igora Płachowa. W tym samym czasie nadal pracował w teatrze: od 1996 roku Chabieński występował na scenie Teatru im. Liensowieta, gdzie grał główną rolę w spektaklu "Kaligula".
Obecnie Chabieński jest członkiem MChT im. Czechowa (Moskowskij Chudożestwiennyj Tieatr), gdzie występuje w spektaklach: "Biała gwardia" (Aleksiej Trubin), "Utinaja ochota" (Ziłow), "Hamlet" J. Butusowa (Klaudiusz). Kolejną znaczącą rolą filmową stała się rola Saszy Guriewa w filmie Filippa Jankowkogo "W dwiżenii". Współpraca z F. Jankowskim miała swoją kontynuację w filmie "Statskij sowietnik" (Grin).
Największą popularność przyniosły Chabienskiemu filmy Straż Nocna i Straż Dzienna. Jego postać Antona Gorodeckiego stała się jedną z najbardziej znanych jego kreacji. W 2006 roku aktor wystąpił w filmie "Czas pik" na podstawie książki Jerzego Stefana Stawińskiego. W ciągu ostatnich lat aktor dużo występował w kinie: zagrał Aleksandra Kołczaka w filmie "Admirał" i Kostię Łukaszyna w kontynuacji legendarnej "Ironii losu. Kontynuacja", w 2010 roku zagrał główną rolę w filmie Wykrętasy w reżyserii Liebana Gabriadze, w 2011 roku wystąpił w roli Aleksieja Turbina w serialu "Biała gwardia".

### Życie osobiste
Ojciec aktora, Jurij Aronowicz Chabienski (1946–2004) był inżynierem hydrologii, potem pracował jako audytor. Zmarł na raka; diagnozę postawiono, kiedy syn rozpoczął zdjęcia do Straży nocnej i zmarł jeszcze zanim ukończono zdjęcia. Jego matka, Tatiana Giennadiewna Chabieńska (z domu Nikulina), z wykształcenia również inżynier hydrologii, pracowała jako nauczycielka matematyki, a w Niżniewartowsku pracowała w laboratorium budowlanym. Chabienski ma również starszą siostrę. Natalia Juriewna Chabieńska jest wokalistką, pracuje jako solistka Petersburskiej Żydowskiej Grupy Wokalnej.
Od 12 stycznia 2000 roku był w związku małżeńskim z dziennikarką jednej ze stacji Sankt Petersburga Anastazją Smirnową (ur. 31 marca 1973 w Leningradzie, zm. 1 grudnia 2008 w Los Angeles, USA). 1 grudnia 2008, po rocznym leczeniu w Los Angeles, Anastazja zmarła na zapalenie opon mózgowych i została pochowana 15 grudnia 2008 roku na Cmentarzu Trojekurowskim w Moskwie. Wystąpiła w kilku filmach (m.in. w 5 sezonie serialu "Ubojnaja siła"). Chabieński ze związku z Anastazją ma syna Iwana Chabienskiego (ur. 25 sierpnia 2007).

## Role teatralne

### Teatr na Kriukowom Kanalie
- "Droga" (według scenariusza filmowego F. Felliniego; praca studencka) - linoskoczek Matto.
- "Szutki Czechowa" (praca studencka; reżyser: Beniamin Filsztinski) - Łomow.
- "Trzy siostry" (A. Czechow; praca studencka; reżyser: Beniamin Filsztinski) - Czebutkin.
- 1994 - "Wriemja Wysockogo" (praca studencka; reżyser: Beniamin Filsztinski) - kilka postaci.
- 1996 - "Czekając na Godota" S. Becketa (reżyser: Jurij Butusow) - Estragon.

### Teatr "Satrikon"
- 1996 - "Opera za trzy grosze" B. Brecht (reżyser: Władimir Maszkow)
- 1999 - "Cirano de Bergac" (E. Rostan)

### Teatr "Farsy"
- 1998 - "Hamlet" (Szekspir; reżyser: Wiktor Kramier) - Horacy

### Teatr im. Lensowieta
- 1997 - "Woyzeck" Georg Büchner (reżyser: Jurij Butusow) - Karl.
- 1997 - "Czekając na Godota" S. Becket (reżyser: Jurij Butusow) - Estragon.
- 1997 - "Król, dama, walet" W. Nabokow (reżyser: Władysław Pazi) - manekin, kelner, sanitariusz.
- 1998 - "Kaligula" A. Camus (reżyser: Jurij Butusow) - Kaligula.
- 1998 - "Braciszek Królik na Dzikim Zachodzie" (według sztuki Eduardo Gajdara; reżyser: Władysław Pazi) - Braciszek Opossum.
- 2000 - "Pluskwa" W. Majakowski (reżyser: Jurij Butusow).
- 2000 - "Pożyjemy, zobaczymy" (ang. "You Can Never Tell") B. Shaw (reżyser: Władysław Pazi) - Valentine.

### Antrepriza
- 2001 - "Śmierć Tarełkina" A. Suchowo- Kobylin (reżyser: Jurij Butusow) - Warrawin.

### MChT im. A.P. Czechowa
- 2002 - "Polowanie na kaczki" A. Wampiłow (reżyser: Aleksandr Marin) - Ziłow.
- 2004 - "Biała gwardia" M. Bułchakow (reżyser: Sergiej Żenowacz) - Aleksiej Turbin.
- 2005 - "Hamlet" W. Szekspir (reżyser: Jurij Butusow) - Klaudiusz.
- 2009 - "Opera za trzy grosze" B. Brecht (reżyser: Cyryl Sieriebriennikow) - Mackie Majcher.

## Filmografia

### Aktor
- 1994 - "Na kogo Bog poszliot" (ros. "На кого Бог пошлёт") - przechodzień w okularach (epizod)
- 1997 - "Natasza" (ros. "Наташа") - student Ferenc
- 1998 - "Chrustaliow, samochód!" (ros. "Хрусталёв, машину!") - dyrygent
- 1999 - "Żenskaja sobstwiennost" (ros. "Женская собственность") - Andriej Kalinin
- 1999 - "Wielbiciel" (ros. "Поклонник") - kierowca Stas
- 1999 - 2005 - serial "Uboynaya siła" (ros. "Убойная сила") - Igor Płachow
- 2000 - "Agent nacionalnoj biezopasnosti 2" (ros. "Агент национальной безопасности 2") odc. 3-4 "Człowiek bez twarzy" (ros. "Человек без лица") - Raszid
- 2000 - "Dom dla bogatych" (ros. "Дом для богатых") - Jurij Sapożnikow
- 2000 - serial "Imperia pod udarom" (ros. "Империя под ударом"). odc. 2 "Niebieska koperta" (ros. "Голубой конверт"); odc. 11 "Bicz" (ros. "Хлыстt") - Gerszuni
- 2001 - "Opowieść o strzelcu Teodocie" (ros. "Сказ про Федота-стрельца") - chłop bajan
- 2001 - "Mechaniczna suita" (ros. "Механическая сюита") - Edward
- 2002 - "Ciągle w ruchu" (ros. "В движении") - Sasza Guriew
- 2003 - "Charakterystyka narodowej polityki" (ros. "Особенности национальной политики") - Gosza
- 2003 - "Linie losu" (ros. "Линии судьбы") - Kostia, muzyk
- 2003 - serial "Kobiecy romans" (ros. "Женский роман") - Cyryl
- 2004 - Straż nocna (ros. "Ночной дозор") - Anton Gorodecki
- 2004 - "Zatoka Filipa" (ros. "Бухта Филиппа") - Filip Ronin
- 2004 - "Nasi" (ros. "Свои") - Liwszyc, komisarz polityczny
- 2004 - "Bogini. Historia mojej miłości" (ros. "Богиня: как я полюбила") - Połosujew
- 2005 - serial Dieło o "Miortwych duszach" (ros. "Дело о „Мёртвых душах“) - Cziczikow
- 2005 - Straż dzienna (ros. "Дневной дозор") - Anton Gorodecki
- 2005 - serial "Jesenin" (ros. "Есенин") - Lew Trocki
- 2005 - "Ubodzy krewni" (ros. "Бедные родственники") - Edward Lietow
- 2005 - "Upadek imperium" (ros. "Гибель империи). "Czarny gołąb" (ros. "Чёрный голубь"; odc. 2) - Łozowski
- 2005 - "Radca stanu" (ros. "Статский советник") - Grin
- 2006 - "Więź" (ros. "Связь") - Kameo (epizod)
- 2006 - "Godziny szczytu" (ros. "Час пик") - Kostia Archipow
- 2007 - "Rosyjski trójkąt" (ros. "Русский треугольник") - Denis Malcew
- 2007 - "Ironia losu. Ciąg dalszy" (ros. "Ирония судьбы. Продолжение") - Kostia Łukaszyn
- 2008 - Wanted – Ścigani  (ros. "Особо опасен") - eksterminator
- 2008 - Admirał (ros. "Адмиралъ") - admirał Aleksander Wailiewicz Kołczak
- 2008 - "Duch" (ros. "Домовой") - pisarz Anton Praczenko
- 2009 - "Cud" (ros. "Чудо") - Nikołaj Artiomow
- 2010 - "Skazka. Jest" (ros. "Сказка. Есть") - słownik encyklopedyczny
- 2010 - "Choinki" (ros. "Ёлки") - głos zza kadru
- 2011 - "Stiepan Razin" (ros. "Степан Разин")
- 2011 - Wykrętasy (ros. "Выкрутасы") - Sława Kołotiłow
- 2011 - "Biała gwardia" (ros. "Белая гвардия") - Aleksiej Turbin
- 2011 - "Sąd niebiański" (ros. "Небесный суд") - prokurator Andriej
- 2011 - Szpieg (ros. "Шпион, выйди вон!", ang. "Tinker, Tailor, Soldier, Spy") - dyplomata Poliakow
- 2011 - "Choinki 2" (ros. "Ёлки 2") - głos zza kadru
- 2012 - "Rasputin" (ros. "Распутин") - Aaron Simanowicz
- 2013 - Geograf przepił globus (ros. "Географ глобус пропил") – Wiktor Siergiejewicz Służkin, nauczyciel geografii
- 2013 - serial "Piotr Leszczenko. Wszystko co było..." (ros. Петр Лещенко. Все, что было…) - piosenkarz Piotr Leszczenko
- 2013 - World War Z - rosyjski bojownik
- 2013 - "Choinki 3" (ros. "Ёлки 3") - głos zza kadru
- 2014 - "Awanturyści"[2] (ros. "Авантюристы") - Maks
- 2014 - serial "Sąd niebiański. Kontynuacja" (ros. "Небесный суд. Продолжение") - prokurator Andriej
- 2014 - "Morze Czarne" (ang. Black Sea) - Blackie
- 2014 - "Choinki 1914" (ros. "Ёлки 1914") - głos zza kadru/tata
- 2015 - serial "Metoda" (ros. "Метод") - Meglin
- 2015 - serial "Mówi Moskwa" (ros. "Говорит Москва") - Juri Lewitan
- 2016 - "Maikäfer flieg" - Cohn
- 2016 - "Windykator" (ros. "Коллектор") - Artur
- 2016 - "Dobry chłopiec" - (ros. "Хороший мальчик") - ojciec
- 2018 - Sobibór - (ros. "Собибор") - Aleksandr Pieczerski

### Reżyser
- 2018 - "Sobibór" - (ros. "Собибор")

## Nagrody i odznaczenia
- 1999 - laureat niezależnej aktorskiej nagrody im. W. I. Strzelczyka za zespół aktorski w spektaklu "Czekając na Godota".
- 2000 - nagroda na Gatczinskim Festiwalu Filmowym "Literatura i kino" w kategorii Najlepsza Rola Męska za rolę Andrieja w filmie "Żenskaja sobstwiennost".
- 2003 - nagroda 11-ej edycji festiwalu Wiwat Kino Rosji! w kategorii Najlepsza rola męska za rolę Saszy Guriewa w filmie "W dwiżenii".
- 2005 - nagroda na festiwalu Kinotawr w kategorii Najlepsza rola męska za rolę Edika w filmie "Biednyje rodstwienniki".
- 2005 - odznaczenie teatralne "Czajka" w kategorii Złodiej (pol. łotr; najlepszy wykonawca roli negatywnej) za rolę Klaudiusza w spektaklu MChT "Hamlet.
- 2006 - Zasłużony Artysta Federacji Rosyjskiej - za zasługi w dziedzinie sztuki.
- 2006 - nagroda rosyjskiej prasy filmowej Złoty Baran w kategorii Najlepsza Rola Męska według publiczności za rolę Edika w filmie "Biednyje rodstwienniki.
- 2006 - nagroda Złoty Orzeł w kategorii Najlepsza rola męska drugoplanowa za rolę Grina w filmie "Radca stanu".
- 2007 - Międzynarodowa Nagroda Stanisławskiego w kategorii Najlepszy aktor (za całokształt twórczości).
- 2008 - nagroda MTV Rosja w kategorii Najlepsza rola komediowa za rolę Kostii Łukaszyna w filmie "Ironia losu. Kontynuacja"
- 2008 - nagroda Złoty Miecz na 6. Międzynarodowym Festiwalu Filmów Wojennych im. Ludowego Artysty ZSRR Jurija Ozierowa w kategorii Najlepsza rola męska za rolę Kołczaka w filmie "Admirał".
- 2009 - nagroda Złoty Orzeł w kategorii Najlepsza rola męska za rolę A.W. Kołczaka w filmie "Admirał".
- 2009 - nagroda MTV Rosja w kategorii Najlepsza rola męska za rolę A.W. Kołczaka w filmie "Admirał".
- 2012 - uznany Ludowym Artystą Federacji Rosyjskiej - za zasługi w dziedzinie sztuki.
- 2013 - nagroda Złoty Orzeł w kategorii Najlepsza rola męska za rolę Wiktora Siergiejewicza Służkina w filmie Geograf przepił globus.
- 2013 - nagroda Nika w kategorii Najlepsza rola męska za rolę Wiktora Siergiejewicza Służkina w filmie "Geograf przepił globus".
- 2013 - nagroda na festiwalu Kinotawr w kategorii Najlepsza rola męska za rolę Wiktora Siergiejewicza Służkina w filmie "Geograf przepił globus".
- 2016 - nagroda na festiwalu Kinotawr w kategorii Najlepsza rola męska za rolę Artura w filmie "Kollektor".